# 学校法人清泉女学院
学校法人清泉女学院（がっこうほうじんせいせんじょがくいん、英語: Seisen Jogakuin Educational Foundation）は、東京都品川区に法人本部をおく日本の学校法人。

## 概要
聖心侍女修道会を運営母体とし、イタリア・スペイン・フランスなど全世界17か国に62校に姉妹校がある（この記事では日本の私立学校法に基づく学校法人としての清泉女学院、及びその前身について説明する。それら姉妹校については特に触れない）。
同法人の設置校と、これらの姉妹校は共通の建学の精神を掲げている。鎌倉や長野を日本での普及活動の拠点としてきた。聖心侍女修道会の創立者は、ラファエラ・マリアである。
清泉の名称は、1934年にスペインから聖心侍女修道会のシスター達が訪日した後、修道会の日本における教育活動をどのように名付けるか検討され、日本に派遣された4人のシスターの責任者Sr.マリア・オリバ・レイナ（スペイン語: Maria Oliva Reina、1887年2月20日 - 1965年1月8日）が「Fuente Pureza（きよい いずみ）」と考えたことに由来する。

## 沿革
《出典：》
- 1938年（昭和13年）5月 - 前身となる財団法人清泉寮設立認可[注釈 2]、清泉寮学院開校。
- 1946年（昭和21年）4月 - 清泉寮学院（長野清泉女学院高等学校の前身）を開校。
- 1947年（昭和22年）4月 - 
  - 横須賀市に清泉女学院中学校、同小学校を開校。
  - 清泉寮学院を清泉女学院に校名変更認可（同月24日付け）[8]。
- 1948年（昭和23年）4月 - 清泉女学院高等学校を開校（同年3月20日設置認可[8]）。
- 1949年（昭和24年）
  - 4月 - 清泉女学院を改組して長野県長野市箱清水に長野清泉女学院高等学校を開校（同年2月6日設置認可[8]）。
  - 12月 - 財団法人清泉寮事務所を東京都麻布区三河台から代々木初台へ移転[7]。
- 1950年（昭和25年）4月 - 
  - 長野清泉女学院高等学校に中学校を併設（同年2月13日設置認可[8]）。
  - 清泉女学院小学校鎌倉分校を設置。
  - 清泉女子大学開学（同年2月20日設立認可[8]）。
- 1951年（昭和26年）2月21日 - 財団法人清泉寮を学校法人清泉女学院へ改組[8]。
- 1953年（昭和28年）5月 - 鎌倉分校が鎌倉清泉女学院小学校として独立（同年7月31日設置認可[8]）。
- 1959年（昭和34年）3月 - 長野清泉女学院中学校廃止。
- 1960年（昭和35年）4月 - 鎌倉清泉女学院中学校開校（同年1月18日設置認可[9]）。
- 1961年（昭和36年）6月 - 清泉インターナショナル学園設置認可。
- 1962年（昭和37年）4月 - 
  - 学校法人清泉女学院本部事務所を東京都渋谷区代々木初台476[10]から東京都品川区五反田6の181[11]へ移転。
  - 清泉女子大学を横須賀市から五反田へ移転（前年9月19日移転承認[9]）。
- 1963年（昭和38年）4月 - 清泉女学院中学高等学校
  - 鎌倉清泉女学院中学校を清泉女学院中学高等学校に統合して、清泉女学院中学高等学校を鎌倉市に移転（移転は同年9月。同年12月14日、鎌倉清泉女学院中学校の廃止認可[12]。）。
  - 清泉女学院小学校を鎌倉清泉女学院小学校に統合（同年12月14日、清泉女学院小学校〈横須賀市〉の廃止認可[12]）。
- 1969年（昭和44年）4月 - 清泉女学院小学校[注釈 3]を清泉小学校と校名変更。
- 1973年（昭和48年）3月 - 
  - 清泉女子大学が学校法人清泉女学院より独立（同年3月28日、設置者変更認可[13]）、学校法人清泉女子大学設立（同年3月28日、法人寄附行為認可[13]）。
  - 学校法人清泉女学院本部事務所を東京都品川区東五反田3丁目16番21号から神奈川県鎌倉市城廻字打越200番地へ移転（同年3月28日、移転認可[13]）。
- 1981年（昭和56年）4月 - 清泉女学院短期大学開学。
- 2003年（平成15年）4月 - 清泉女学院大学開学。
- 2009年（平成21年）4月 - 長野清泉女学院中学校を開校。
- 2021年（令和03年）4月  - 学校法人清泉女学院本部事務所を神奈川県鎌倉市城廻字打越200番地1から東京都品川区東五反田3丁目8番3号へ移転[1]。
- 2023年（令和05年）9月 - 学校法人清泉女子大学と合併基本合意書を締結[14]。
- 2024年（令和06年）3月29日 - 学校法人清泉女子大学との合併契約書に調印[15]。
- 2025年（令和07年）4月1日 - 学校法人清泉女子大学と合併[16]。 学校法人清泉女学院が存続法人で、学校法人清泉女子大学が解散法人となる。清泉女子大学が設置校に復帰。

## 設置校
※ 寄附行為第4条にある記載順。
- 清泉大学（長野県長野市）
- 清泉大学短期大学部（長野県長野市）
- 清泉女子大学（東京都品川区）
- 長野清泉女学院中学校・高等学校（長野県長野市）
- 清泉女学院中学高等学校（神奈川県鎌倉市）
- 清泉小学校（神奈川県鎌倉市）
- 清泉インターナショナル学園（東京都世田谷区）

## 税制上の優遇措置

### 特定公益増進法人
- 本法人は、『私立学校法第3条に規定する学校法人で学校の設置若しくは学校及び専修学校若しくは各種学校の設置を主たる目的とするもの又は私立学校法第64条第4項の規定により設立された法人で専修学校若しくは各種学校の設置を主たる目的とするもの』として特定公益増進法人の交付を受けている法人である。そのため、寄附金の額に応じて個人・法人の所得から控除（個人は確定申告、法人は当該事業年度の損金算入による手続き）される税法上の優遇措置を受けられる[17]。

### 受配者指定寄附金
- 企業等の法人が日本私立学校振興・共済事業団を通じて指定する学校法人へ行う寄附制度。本制度を利用することで、寄附金を支出した事業年度に当該寄付金額を損金に算入することがでる税法上の優遇措置を受けられる。

### 寄附講座寄附金
- 企業等の法人が寄附講座寄附金（提携・連携講座寄附金など）を開設した場合、法人税法により、寄付金を支出した事業年度に当該寄附金額を損金に算入し、税法上の優遇措置を受けられる。
- 個人が寄附講座寄附金（提携・連携講座寄附金など）を開設した場合、所得税法、地方税法により、総所得金額から寄附金の額を控除することができ、税法上の優遇措置を受けられる。

### 現物寄附
- 土地、建物、株などの有価証券等を法人に寄附する場合（現物寄附）および、これらの財産を取得した時の価額から現在価額への値上がり益（みなし譲渡所得）には、通常は所得税が課税されるが、これらの寄附を学校法人に行う場合は、一定の要件を満たすと租税特別措置法により非課税となる[18][19][20]。

### 遺贈
- 租税特別措置法により、遺贈を行った場合、相続税が非課税として控除される[18][19]。